# 정읍종합경기장
정읍종합경기장(井邑綜合競技場, Jeongeup Stadium)은 대한민국 전북특별자치도 정읍시에 있는 스포츠 시설이다. 천연잔디 필드와 우레탄 트랙이 갖춰진 경기장이며, 1991년 9월에 준공되었다. 정읍체육공원의 주요 시설 중 하나이다.

## 참고 문헌
- “정읍종합경기장”. 정읍시청.
- 〈정읍종합경기장〉. 《두피디아》. 두산.
- 《2019년 전국 공공체육시설 현황 (2018년말 기준)》. 대한민국 문화체육관광부. 2020.
- 《2023 전국 공공체육시설 현황 (2022년 12월말 기준)》. 대한민국 문화체육관광부. 2024.

## 같이 보기
- 정읍체육공원
- 정읍체육공원 보조경기장